# Óscar Sonejee
Óscar Sonejee est un footballeur international andorran né le 26 mars 1976 à Andorre-la-Vieille qui évolue actuellement au FC Lusitanos au poste de milieu de terrain.

## Biographie
Il est le joueur le plus capé de l'équipe d'Andorre de football avec 93 matchs et 4 buts marqués.
Il a fait ses débuts en équipe nationale en 1997, lors d'une défaite 4-1 face à l'Estonie. Il a des racines indiennes, sa famille est à Bombay où elle l'encourage à chaque match international. N'ayant pas le statut de joueur professionnel, il est amateur et exerce donc une profession, celle d'assureur.

## Carrière
- 1997 - 2001 : FC Andorra  Andorre
- 2001 - 2002 : UE Sant Julià  Andorre
- 2002 - 2008 : FC Andorra  Andorre
- 2008 - 2012 : FC Santa Coloma  Andorre
- 2012-2013 : FC Lusitanos  Andorre
- 2013-2014 : FC Andorra  Andorre
- Depuis 2014 : FC Lusitanos  Andorre